# (300059) 2006 UV186
(300059) 2006 UV186 es un asteroide perteneciente al cinturón de asteroides, descubierto el 19 de octubre de 2006 por el equipo del Catalina Sky Survey desde el Catalina Sky Survey, Arizona, Estados Unidos.

## Designación y nombre
Designado provisionalmente como 2006 UV186.

## Características orbitales
2006 UV186 está situado a una distancia media del Sol de 3,043 ua, pudiendo alejarse hasta 3,345 ua y acercarse hasta 2,740 ua. Su excentricidad es 0,099 y la inclinación orbital 16,27 grados. Emplea 1939,13 días en completar una órbita alrededor del Sol.

## Características físicas
La magnitud absoluta de 2006 UV186 es 15,8.